# اینفینیتی کیوایکس۵۰

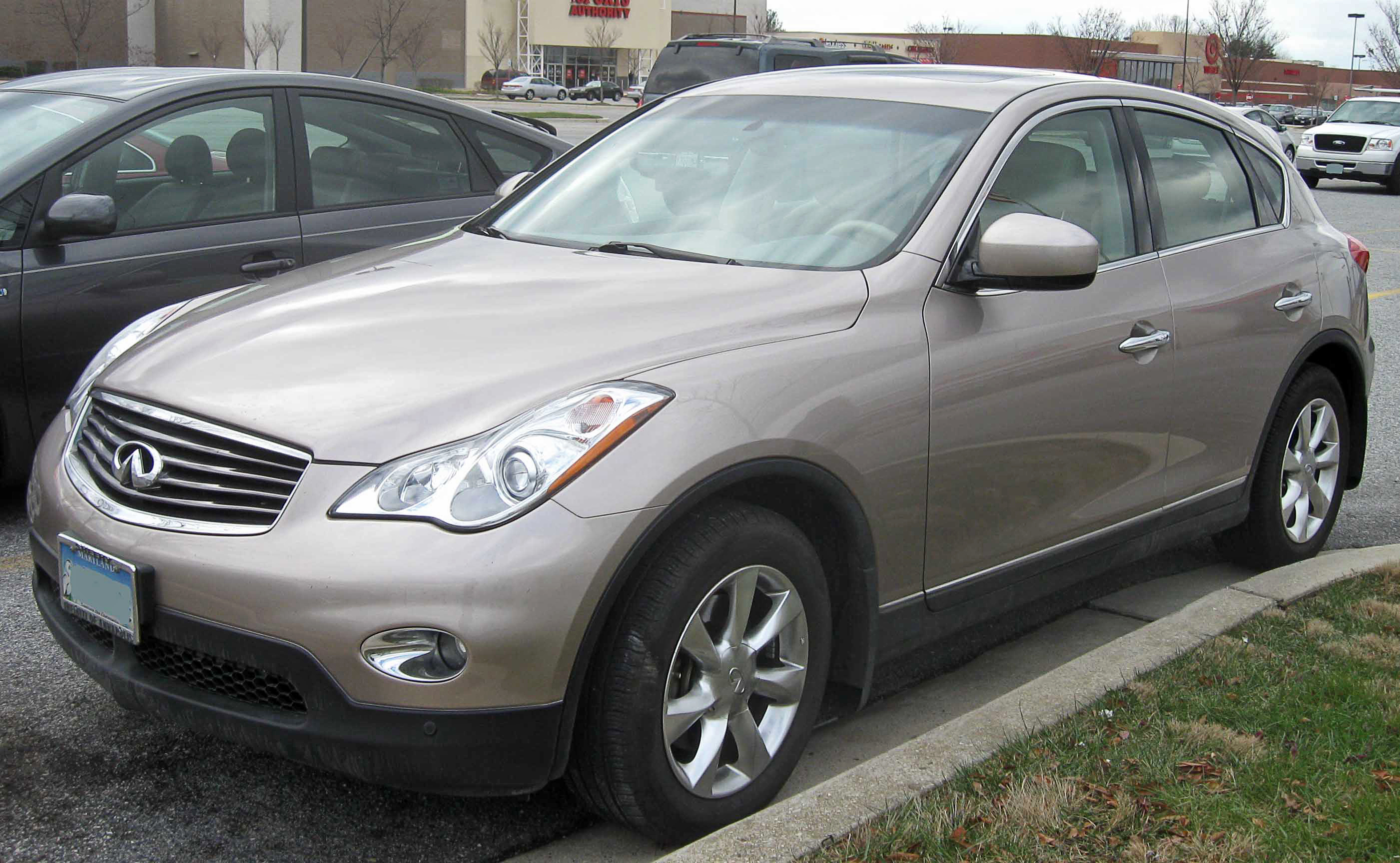

اینفینیتی ای‌ایکس (Infiniti EX) خودرویی است که در سال‌های ۲۰۰۸ تا تولید شده‌است. طراحی آن موتور جلو، توزیع نیروی پیشران، خودرو چهار چرخ محرک بوده طول آن در حالت طبیعی ۱۸۲٫۳ اینچ (۴٬۶۳۰ میلیمتر) و عرض آن در حالت طبیعی ۷۱٫۰ اینچ (۱٬۸۰۳ میلیمتر) و ارتفاع آن در حالت طبیعی  است. سیستم جعبه‌دندهٔ آن ۷ دنده به دو صورت خودکار و دستی است.